# 琉球の五偉人
『琉球の五偉人』（りゅうきゅうのごいじん）は、伊波普猷と真境名安興による共著で1916年に小沢書店で出版された。1961年の『伊波普猷選集』（上巻、沖縄タイムス社）、1975年（新版・1993年）の『伊波普猷全集（第7巻）』平凡社、1993年に『真境名安興全集（第4巻）』琉球新報社、各・刊行にも収録された。

## 概略
本書中に取り上げられている琉球史上の五人の人物をして、書名を『琉球の五偉人』とするが、当初から一冊の本として出版するために執筆されたものではなく、伊波普猷がすでに発表していた論文「沖縄の代表的政治家」をベースとし、さらに真境名安興が執筆した稿を追加し、単冊本として発刊されたものである。
なお、現代の沖縄で語られる琉球の五偉人は、本書の存在をぬきに五偉人の人物のみを認識しているのが大方で、五偉人の定義が本書を端緒とすることはあまり知られていない。

## 琉球の五偉人一覧
各人の詳細についてはそれぞれの項目を参照のこと。
- 麻平衡・儀間親方真常
  - 中国から伝来したサツマイモの普及に尽力し、黒砂糖の製造法の習得と普及につとめる。尚寧王の日本行にも随行し、木綿織の技法を持ち帰った。琉球産業の恩人として知られ、那覇の世持神社に祀られる。
- 向象賢・羽地按司朝秀
  - 薩摩侵入後の琉球の政治方針を確定。政と祀を分離するなどの改革を行うほか、『中山世鑑』の編纂もおこなった。尚質王・尚貞王の摂政を勤め、王子位に昇る。琉球に「黄金の箍(たが)」を嵌めた人物。
- 程順則・名護親方寵文
  - 篤学者。琉球における最初の学校明倫堂創設の建議や、中国より持ち帰り『六諭衍義』を頒布するが、これが日本にも広まり江戸・明治期の庶民教育の基盤となった。
- 蔡温・具志頭親方文若
  - 三司官としてさまざまな政治改革を行い、琉球の発展に寄与した。史書編纂事業にも力をそそぎ、親子二代にわたって『中山世譜』を編纂している。
- 向有恒・宜湾親方朝保
  - 王朝時代末期の三司官として、琉球の近代化への扉を開いた。また私人としては和歌に親しみ、八田知紀に師事。当代きっての優れた歌人であった。

## 書誌情報
- 『琉球之五偉人』小沢書店、1916年7月。 NCID BN11567103。全国書誌番号:43023335 全国書誌番号:57012002。
- 「琉球の五偉人」『伊波普猷選集』 上巻、沖縄タイムス社、1961年11月。 NCID BN07553819。全国書誌番号:73019104。
- 『琉球之五偉人』嘉陽安男、1965年7月。 NCID BN15734546。
- 『沖縄史の五人』琉球新報社、1974年5月。 NCID BN1144905X。全国書誌番号:73009097。
- 「琉球の五偉人」『伊波普猷全集』 第7巻、平凡社、1975年6月。 NCID BN00994791。全国書誌番号:73017263。
- 「琉球の五偉人」『真境名安興全集』 第4巻、琉球新報社、1993年2月。 NCID BN08798538。全国書誌番号:21075230。